# Дмитро Сокира
Дмитро Семенович князь Зубревицький на прізвисько Сокира (біл. Дзмітрый «Сякіра» Зубравіцкі, пол. Mitko Zubrewicki, *~1400 — †після 1444) — русько-литовський феодал із роду Друцьких, «питомий» князь зубревицький, державець Остра.

## Біографія
Народився близько 1400 року, один із шести синів князя Семена Дмитровича Друцького. Отримав уділ із центром у Зубревичах. Ймовірно, завдяки вдалому шлюбу на Софії з дому Коріатовичів значно розширив свої володіння. З 1426 року — державець Остерського повіту Київського князівства. У 1427 році отримав від короля ряд пожалувань у Гродненській і Щучинській волостях (мабуть, зокрема завдяки ще вдалішому шлюбу сестри).
Сподвижник великих князів Литовських Вітовта та Свидригайла. Зіграв істотну роль у конфлікті між Свидригайлом і Ягайлом за Поділля, який призвів до міжусобиці. На боці Великого князівства Руського брав участь у битві під Ошмянами (8 грудня 1432), де разом із братом Василем Красним потрапив у полон до Сигізмунда Кейстутовича. Незабаром Дмитра Сокиру звільнили, проте його вотчини (як і маєтки інших прихильників Свидригайла) ймовірно було конфісковано.
Після вбивства 20 березня 1440 року Сигізмунда Кейстутовича київським патрицієм Скобейком новий Великий князь, 13-річний Казимир Ягеллончик, повернув опальним феодалам їх майно. Чи був серед «щасливчиків» його дядько — достеменно невідомо. Саме тоді той, ще зовсім нестарий 40-річний чоловік, пише заповіт і помирає, залишивши спадкоємицею єдину доньку Марину — дружину Семена Семеновича Трабського із роду князів Гольшанських.
Відомо, що після смерті Сокири Остерщиною заволоділи Олельковичі та Звягільські, а Марина стала його державицею з ласки троюрідного брата тільки у 1481 році.

## Цікаві факти
- Двоюрідна сестра Дмитра Сокири, Софія Гольшанська, котра виховувалася у домі його батька, стала польською королевою (з 1422 року — четверта дружина Ягайла) і родоначальницею династії Ягеллонів, а також ініціаторкою першого перекладу Біблії на польську мову.
- Сокира вважається зачинателем однієї з гілок князів Друцьких — Друцьких-Зубревицьких або Сокир-Зубревицьких. Проте факт наявності у нього єдиної доньки Марини ставить це під сумнів.